# Gottfried Blahovsky
Gottfried Blahovsky (* 24. September 1931 in Graz) ist ein österreichischer Schauspieler.

## Leben
Gottfried Blahovsky wirkte Ende der 1970er und Anfang der 1980er Jahre in einigen Fernsehrollen mit. In der österreichischen Filmkomödie Bomber & Paganini, einer Gaunerkomödie über die Coups zweier Kleinkrimineller, spielte er neben Darstellern wie Mario Adorf und Hark Bohm. In der US-amerikanischen Miniserie Holocaust – Die Geschichte der Familie Weiß spielte er 1978 einen Beamten der Einwanderungsbehörde (Immigration Official).
1977 spielte er am Wiener Akademietheater die kleine Rolle des „Wächters“ in der Posse mit Gesang Liebesgeschichten und Heiratssachen von Johann Nestroy. Die Aufführung wurde vom Österreichischen Rundfunk auch für das Fernsehen aufgezeichnet.

## Filmografie
- 1976: Bomber & Paganini
- 1977: Liebesgeschichten und Heiratssachen (Fernsehfilm)
- 1978: Holocaust – Die Geschichte der Familie Weiss
- 1983: Tatort (Folge: Mord in der U-Bahn)